# Stefano Bellone
Stefano Primo Bellone (* 23. April 1955 in Mailand) ist ein ehemaliger italienischer Degenfechter.

## Erfolge
Stefano Bellone wurde 1985 in Barcelona mit der Mannschaft Vizeweltmeister. 1983 in Wien und 1986 in Sofia gewann er mit ihr außerdem Bronze. Dreimal nahm er an Olympischen Spielen teil: 1980 schloss er in Moskau die Einzelkonkurrenz auf dem 13. Platz ab, 1984 verpasste er in Los Angeles mit Rang vier im Einzel knapp einen Medaillengewinn. 1984 erreichte er mit der Mannschaft zudem das Halbfinale, in dem Italien Frankreich mit 4:9 unterlag. Das Gefecht um Rang drei gewann die italienische Equipe mit 8:2 gegen Kanada, sodass Bellone gemeinsam mit Sandro Cuomo, Angelo Mazzoni, Cosimo Ferro und Roberto Manzi die Bronzemedaille erhielt. In Seoul wurde er 1988 mit der Mannschaft Vierter.